# Остролодочник колючковый
Остролодочник колючковый (лат. Oxytropis muricata) — вид растений рода Остролодочник (Oxytropis) семейства Бобовые (Fabaceae), растущий на каменистых и песчаных степных склонах и на речных галечниках.

## Ботаническое описание
Растение бесстебельное, с короткими ветвями каудекса. Цветоносы равные листьям, толстые, прямостоячие. Прилистники ланцетные, острые, внизу приросшие к черешку. Листья зелёные, с бородавчатыми желёзками и короткими отстоящими белыми волосками, с 13—26 мутовками из линейных листочков.
Кисти продолговато-головчатые. Чашечка колокольчатая, с бородавочками и с белыми и чёрными волосками, с узкими зубцами в 2—3 раза короче трубки. Венчик светло-жёлтый или беловатый. Флаг 23—33 мм длиной, вверху суженный, без выемки. Лодочка с остроконечием до 1 мм длиной. Бобы 23—30 мм длиной, продолговато-ланцетные, плотнокожистые, с бородавочками, без опушения, с широкой брюшной перегородкой (почти двугнёздные). 2n=16, 32.